# Blain
Blain – miejscowość i gmina we Francji, w regionie Kraj Loary, w departamencie Loara Atlantycka.
Według danych na rok 2010 gminę zamieszkiwały 9434 osoby, a gęstość zaludnienia wynosiła 92 osoby/km².